# Układ stomatognatyczny
Układ stomatognatyczny – w anatomii człowieka zespół morfologiczno-czynnościowy tkanek i narządów w obrębie jamy ustnej i twarzoczaszki stanowiący funkcjonalną całość i biorący udział w pobieraniu pokarmu (żuciu, wstępnemu trawieniu i połykaniu), artykulacji dźwięków, oddychaniu i wyrażaniu emocji.
W układzie stomatognatycznym wyróżniane są następujące zespoły:
- zespół zębowo-zębodołowy: zęby wraz z przyzębiem – narząd zębowy,
- zespół zębowo-zębowy: artykulacyjny i okluzyjny układ zębów górnego i dolnego łuku zębowego,
- zespół stawowy: oba sprzężone czynnościowo stawy skroniowo-żuchwowe) (lub według niektórych autorów zespół mięśniowo-stawowy obejmujący również mięśnie żucia),
- pozostałe tkanki i narządy jamy ustnej i twarzy: kości twarzoczaszki, mięśnie (żwaczowe, nadgnykowe, mimiczne, języka i podniebienia), naczynia krwionośne i limfatyczne, nerwy, błona śluzowa oraz ślinianki znajdujące się pod kontrolą ośrodkowego układu nerwowego.